# Ngesh
Los ngesh o mingeh son espíritus de la naturaleza del folclore de la región de Kuba de la República Democrática del Congo. Se les atribuye cualidades humanas y residen cerca de agua en bosques y aldeas, pudiendo ser encontrados en cualquier momento. Cada comunidad tiene sus propios ngesh con nombres propios y descendencia. Se creía que afectaban a los asuntos humanos, incluyendo las cosechas y la fertilidad de mujeres.
Cada ngesh tiene un nombre y es distinto del resto. Especialmente, tienen su propio temperamento particular, con sus gustos y aversiones diferenciadas.

## Mascaradas Kuba
Las tradiciones descritas en los rituales con máscaras de Kuba describen cómo el creador de la máscara encontró un ngesh en el bosque y, tras desorientarse, regresó a casa para tallar un modelo del ngesh. Los ngesh se representan así figurativamente en figuras enmascaradas, que reciben poderes de estos espíritus de la naturaleza.
La agresividad de algunos intérpretes es parte de la mascarada y quiere mostrar la naturaleza imprevisible de los ngesh en la cultura de Kuba. La asociación entre ngesh y máscaras se refuerza por las normas tradicionales que prohíben tocar una máscara o acercarse a un bailarín enmascarado.